# بدر الحمداني
بدر الحمداني، أديب عماني، مسرحي وروائي. ولد في الحادي عشر من يناير عام 1974م، في الباطنة بسلطنة عمان.
له أثر كبير في الحركة المسرحية العمانية بجميع مستوياتها الأهلية والجامعية ومسرح الشباب منذ تسعينيات القرن الماضي.
ساهم بشكل فعال بتأسيس مسرح الشباب في شمال عمان وكذلك ساهم في تأسيس واستمرار المسرح الجامعي بأعماله المسرحية وبجهوده الدؤوبة كممثل ومخرج وكاتب مسرحي.
أسس أيضا فرقته الخاصة فرقة فكر وفن المسرحية التي تحمل فكره ورؤيته و فلسفته، عام 1996م.
درس في جامعة السلطان قابوس كلية التجارة والاقتصاد وحصل منها على درجة البكالريوس، ثم حصل على درجة الماجستير من جامعة لستر بالمملكة المتحدة.

## جوائز حصل عليها
فاز بجميع جوائز التأليف المسرحي (أفضل نص) لدورات مهرجان المسرح العماني التي شارك فيها (ست دورات) كما يلي:
1. الدورة الأولى: جائزة أفضل نص عن مسرحيته رحلة الألف ميل.
2. الدورة الثانية: جائزة أفضل نص عن مسرحيته بذور عباد الشمس
3. الدورة الثالثة: جائزة أفضل نص عن مسرحيته مواء القطة.
4. الدورة الخامسة: جائزة أفضل نص عن مسرحيته فكرة.
5. الدورة السادسة: جائزة أفضل نص عن مسرحيته الرغيف الأسود.
6. الدورة السابعة: جائزة أفضل نص عن مسرحيّته ساعة رملية للغضب والظلام والحب.
7. الدورة الثامنة: جائزة أفضل نص مسرحي عن مسرحيته مسارات الحب والحرب.

كما فاز بالجائزة الأولى في ثلاث دورات بمسابقة التـاليف المسرحي التي تقيمها وزارة التراث والثقافة في سلطنة عمان، وذلك بمسرحية تحت ظلال السماء ومسرحية زفت الطين ومسرحية رحلة الألف ميل.
فاز بجائزة مسابقة الهيئة العربية للمسرح للكبار عام 2014م عن نصه المسرحي «العيد».
فاز بعدة جوائز في التـاليف المسرحي في مهرجانات المسرح الجامعي في سلطنة عمان، منها مسرحياته النصر الهزيمة وفكرة وغيرها.
فاز بجائزة أفضل نص في مهرجان الرستاق العربي الأول للمسرح الكوميدي بنصه شريشة الهنا.
فاز بالجائزة الأولى في مسابقة الجمعيّة العمانية للمسرح عن نصّه المسرحي عفريتة بن كيفان في 2024.

## أعماله
تأهلت روايته «مملكة القرود» للقائمة الطويلة في جائزة الشيخ زايد للكتاب 2015م.
أثرى بدر الحمداني المشهد المسرحي العماني والعربي بنصوصه المسرحية المثيرة للجدل، حيث كتب في مسيرته المسرحيّة نصوصا مسرحيّة عديدة على أنماط مسرحية وفلسفية يظهر فيها رؤيته للحياة الاجتماعية والسياسية والاقتصادية والفكرية والدينية، منها
| - مسرحيّة الرغيف الأسود - مسرحيّة دنيا الحداد - مسرحيّة تحت ظلال السّماء - مسرحيّة زفت الطين - مسرحية نعيم الخرفان - مسرحية شريشة الهنا - مسرحية الثور والبيدار - مسرحيّة النّصر الهزيمة | - مسرحيّة رحلة الألف ميل - مسرحيّة زمن العفن - مسرحيّة صائدوا الشّمس - مسرحيّة الحارة والزبال - مسرحيّة مأساة بائع الأحلام الجميلة - مسرحيّة الجحدول - مسرحيّة بذورعبّاد الشمس - مسرحيّة حزاوي حمدان العور | - مسرحيّة مواء القطة - مسرحيّة فكرة - مسرحيّة العيد - مسرحيّة ناس الحارة السفلى - مسرحية ألوان - مسرحية الكوميديا الالهية - مسرحية عربة وانسان - مسرحية عواد - مسرحية خيارات في زمن الحرب - مسرحية البئر |

نشر له عدة أعمال ضمن مجلد الأعمال المسرحية الكاملة – الجزء الأول عن دار الفلاح بالأردن، مواء القطة الذي صدر عن مؤسسة عمان للصحافة والنشر – مجلة نزوى، وكتاب بذور الحارة السفلى والذي أصدرته مؤسسة بيت الغشام للنشر والترجمة. وكتاب عيد الرغيف الأسود عن دار لبان بسلطنة عمان. كما نشرت له مسرحية رحلة الألف ميل ومسرحية العيد ومسرحية فراشات بواسطة الهيئة العربية للمسرح. و رواية مملكة القرود عن مؤسسة الانتشار العربي لبنان.